# Тырва (волость)
Ты́рва (эст. Tõrva vald) — волость в Эстонии в составе уезда Валгамаа. Образована в 2017 году. Административный центр — город Тырва.

## География

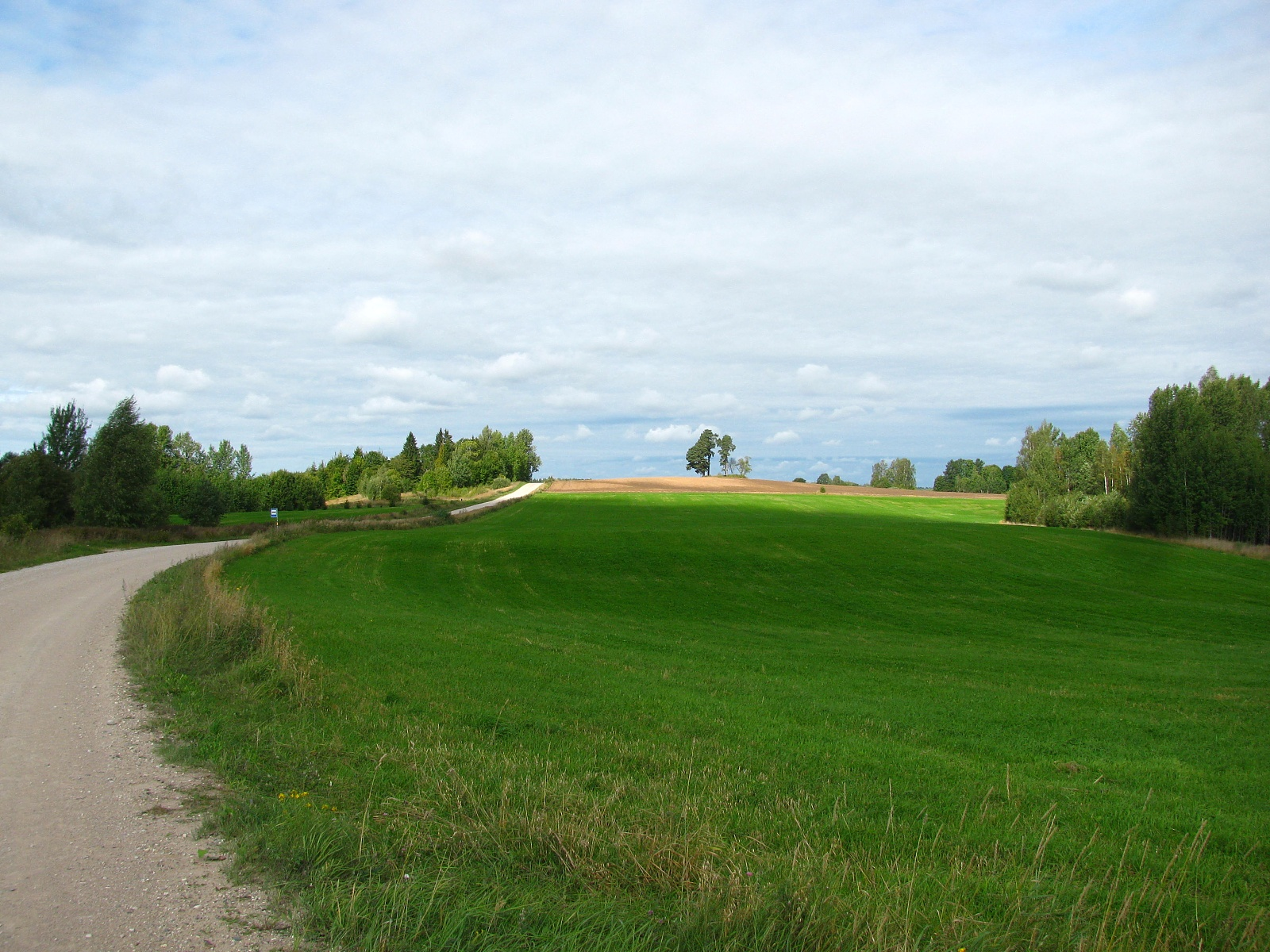
Дорога в деревне Айстра

Расположена на юго-западе Эстонии, на границе с Латвией. Площадь — 647,17 км², плотность населения на 1 января 2024 года составила 9,1 чел/км². Соседние волости: Отепя, Валга, Элва и Мульги.
Почти 50 % площади волости занимает лес: большие лесные массивы расположены в её южной части. Северная часть волости представляет собой холмистую равнину, здесь преобладают сельскохозяйственные угодья. Центральную и западную части волости занимает возвышенность Сакала.
На территории волости есть несколько больших болот (торфяные болота Рубина и Лагесоо, верховое болото Икепера), множество озёр и рек, и насчитывается 18 областей природоохранной сети «Натура 2000». Крупнейшие озёра — Валгъярв и Тюндре, самые большие реки — Вяйке-Эмайыги и Хельме.
Полезные ископаемые: песок, щебень, гравий, торф.

## История
Волость Тырва была основана в октябре 2017 года в результате административно-территориальной реформы путём слияния волостей Хелме, Хуммули, Пыдрала и города Тырва, а также деревни Соонтага волости Пука. Административный центр волости Тырва — город Тырва.

## Символика
Герб: на синем геральдическом щите белая горящая торфяная печь с каменной кладкой. Устье печи и поднимающееся над печью пламя, окружённое белыми облаками дыма, красные.

Флаг: в середине синего полотнища белая горящая печь с каменной кладкой. Устье печи и поднимающееся над печью пламя, окружённое белыми облаками дыма, красные. Нормальный размер флага 105×165 см, соотношение ширины и длины 7:11.

Символика была принята на заседании волостного собрания Тырва 16 октября 2018 года.

## Населённые пункты
В составе волости 1 город, 2 посёлка и 37 деревень.

Город: Тырва.

Посёлки: Хелме, Хуммули.

Деревни: Айстра, Ала, Аламыйза, Ванамыйза, Воорбахи, Ети, Йыгевесте, Калме, Карьятнурме, Кару, Кауби, Кирикукюла, Кооркюла, Кулли, Кунги, Кяху, Леэбику, Линна, Лива, Лыве, Мёлдре, Паткюла, Пийри, Пикасилла, Пилпа, Пори, Пуйде, Ранси, Рети, Рийдая, Рообе, Рулли, Соэ, Соонтага, Таагепера, Уралаане, Холдре.

## Демография по данным Регистра народонаселения
По данным Регистра народонаселения, который ведёт Министерство внутренних дел Эстонии, по состоянию на 1 января 2018 года в волости проживали 6270 человек, из них 2714 (43,3 %) — в городе Тырва.
В 2008—2017 годах естественный прирост населения в объединившихся в новую волость муниципалитетах был негативный. В эти же годы было постоянно негативным сальдо миграции.
Возрастная структура населения волости на 1 января 2018 года: трудоспособные лица — 63,2 % (возраст 15—64 года), дети — 13,9 % (возраст 0-14 лет), лица старше трудоспособного возраста — 22,9 % (65 лет и больше). Доля женщин — 50,7 %, мужчин — 49,3 %. Как и в целом по Эстонии, население волости стареет: за период 2008—2018 годов удельный вес трудоспособного населения снизился на 2,9 %, доля детей (возраст 0-14) снизилась на 0,9 %.
Согласно прогнозу по базовому сценарию, учитывающему имеющийся потенциал народонаселения, но не берущему в расчёт миграцию, к 2040 году число жителей волости по сравнению с 2018 годом снизится на 14—5 %, а пожилые люди (65 лет и старше) будут составлять 27 % населения. Согласно миграционному сценарию, за тот же период времени численность жителей волости уменьшится на 35-36 %.

## Данные Департамента статистики
Данные Департамента статистики Эстонии о волости Тырва:

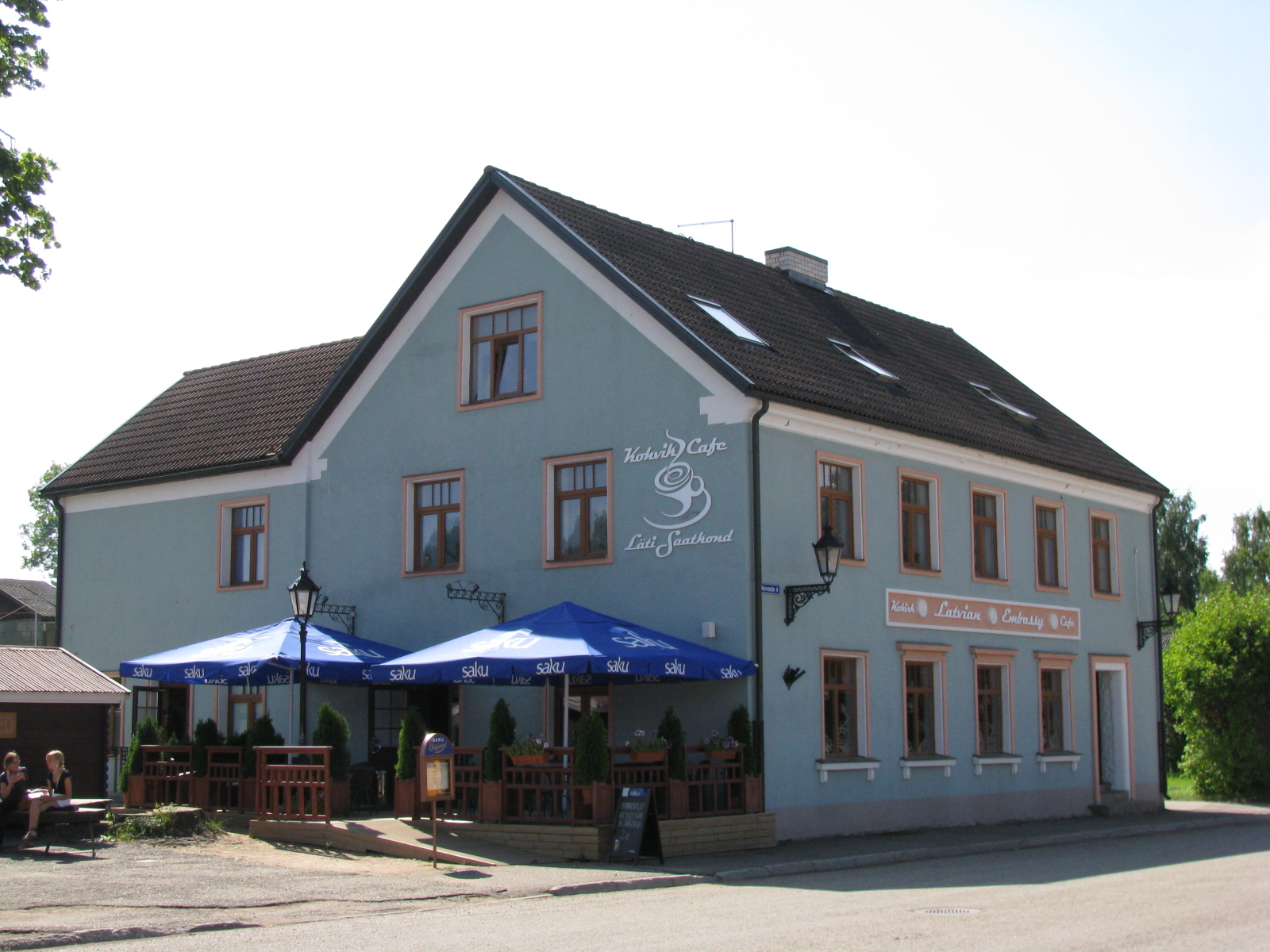
Жилой дом и кафе в городе Тырва

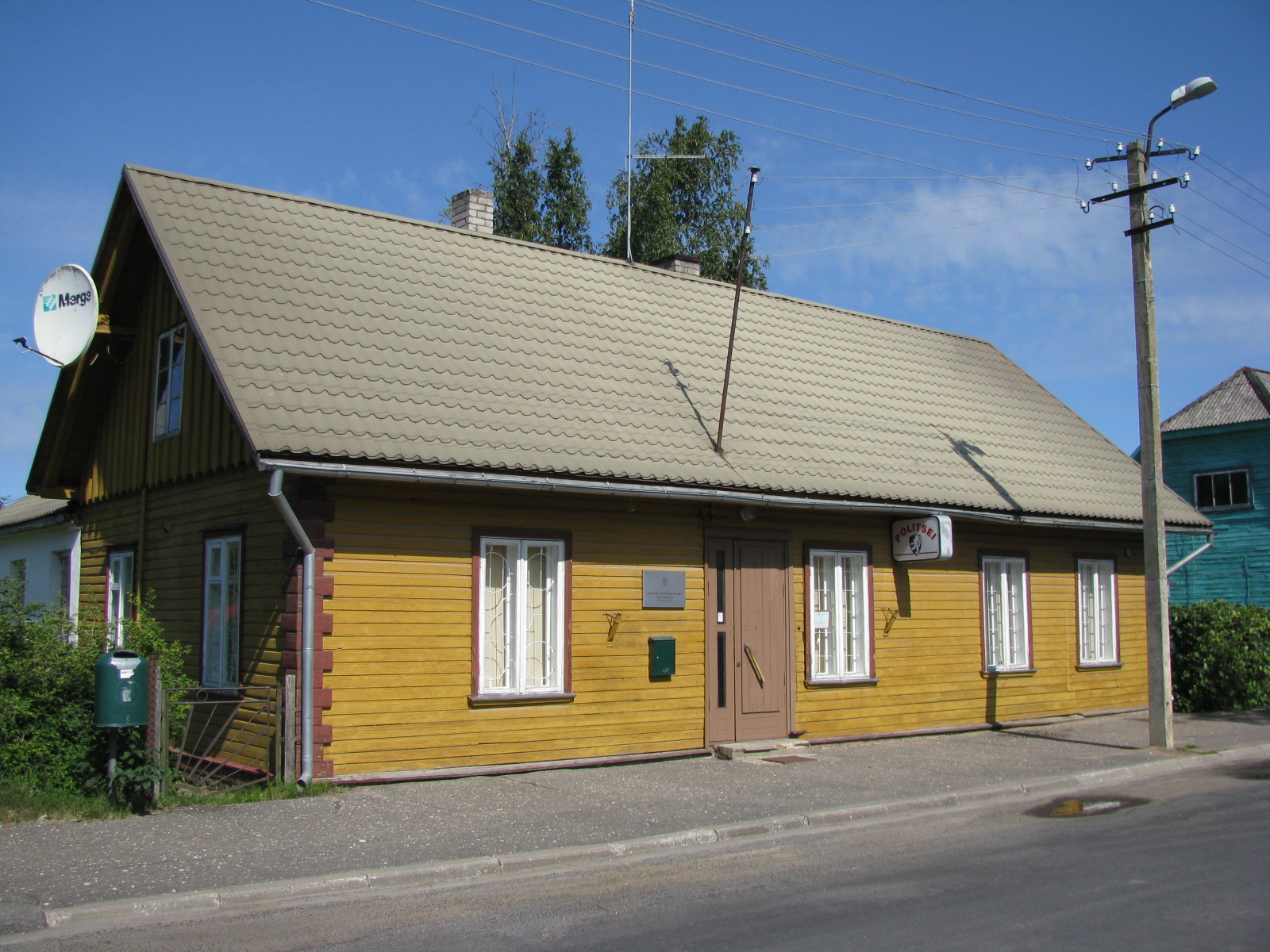
Отделение полиции в городе Тырва

Число жителей на 1 января каждого года:
| Год  | 2016 | 2017   | 2018   | 2019   | 2020   | 2021   | 2022   | 2023   | 2024   |
| ---- | ---- | ------ | ------ | ------ | ------ | ------ | ------ | ------ | ------ |
| Чел. | 6414 | ↘ 6330 | ↘ 6185 | ↘ 6129 | ↘ 6120 | ↘ 6064 | ↘ 5872 | ↘ 5862 | ↗ 5889 |

Число рождений (живорождённых):
| Год  | 2015 | 2016 | 2017 | 2018 | 2019 | 2020 | 2021 | 2022 | 2023 |
| ---- | ---- | ---- | ---- | ---- | ---- | ---- | ---- | ---- | ---- |
| Чел. | 64   | ↘ 49 | ↗ 71 | ↘ 64 | ↘ 63 | ↗ 66 | ↘ 47 | ↘ 36 | ↗ 49 |

Число умерших:
| Год  | 2015 | 2016 | 2017 | 2018 | 2019 | 2020 | 2021  | 2022  | 2023 |
| ---- | ---- | ---- | ---- | ---- | ---- | ---- | ----- | ----- | ---- |
| Чел. | 89   | ↗ 93 | ↗ 96 | ↘ 92 | ↘ 79 | ↗ 94 | ↗ 113 | ↗ 124 | ↘ 88 |

Зарегистрированные безработные:
| Год  | 2016 | 2017 | 2018 | 2019 | 2020 | 2021 | 2022 | 2023 |
| ---- | ---- | ---- | ---- | ---- | ---- | ---- | ---- | ---- |
| Чел. | 168  | 172  | 179  | 172  | 199  | 232  | 205  | 294  |

*2015—2020 годы — среднегодовое число, с 2021 года — на 1 января.
Средняя брутто-зарплата работника:
| Год  | 2016 | 2017   | 2018   | 2019   | 2020   | 2021   | 2022   |
| ---- | ---- | ------ | ------ | ------ | ------ | ------ | ------ |
| Евро | 959  | ↗ 1011 | ↗ 1069 | ↗ 1162 | ↗ 1205 | ↗ 1312 | ↗ 1329 |

В 2019 году волость Тырва занимала 52 место по величине средней брутто-зарплаты работника среди 79 муниципалитетов Эстонии.
Число учеников в школах:
| Год  | 2015 | 2016  | 2017  | 2018  | 2019  | 2020  | 2021  | 2022  | 2023  | 2024  |
| ---- | ---- | ----- | ----- | ----- | ----- | ----- | ----- | ----- | ----- | ----- |
| Чел. | 604  | ↗ 610 | ↘ 596 | ↘ 585 | ↗ 591 | ↗ 581 | ↗ 588 | ↗ 605 | ↘ 563 | ↗ 564 |

## Инфраструктура

### Образование
В волости работает 6 учреждений, дающих дошкольное образование: три детских сада, одна начальная школа-детсад (в Ритсу) и две основных школы-детсада (в Ала и Рийдая). В 2017/2018 учебном году детские сады посещали 243 ребёнка (в 2008/2009 учебном году — 242). Общеобразовательные учреждения: одна начальная школа (Ритсу), три основные школы (Ала, Хуммули, Рийдая) и гимназия Тырва. В городе Тырва также работает музыкальная школа; в 2017/2018 учебном году в ней насчитывалось 112 учеников (в 2009/2010 учебном году — 59).

### Медицина и социальное обеспечение
Медицинскую помощь первого уровня в волости оказывают семейные врачи четырёх предприятий, принимающие пациентов в городе Тырва. Тырваская больница предлагает услуги по уходу за престарелыми и инвалидами. В волости работает 4 дневных центра, предлагающих услуги социального обеспечения и досуга: в Калме, Йети, Ала и Карьятнурме. Услуги врачей-специалистов оказывает уездная Валгаская больница.

### Культура, досуг и спорт

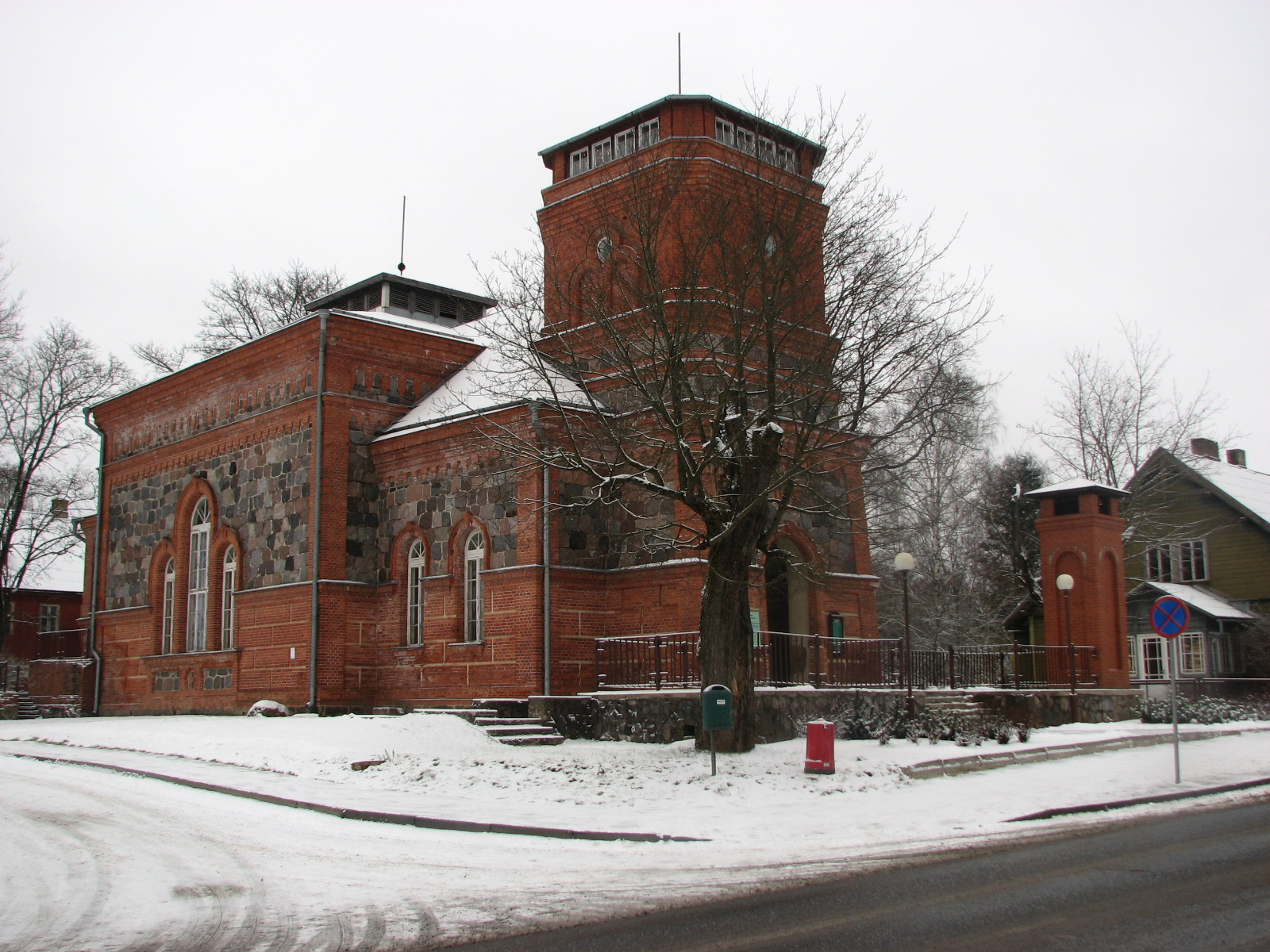
Церковь-камерный зал в городе Тырва

В волости есть 6 библиотек, не считая школьных.
В городе Тырва и деревне Рийдая работают дома культуры, в Ала, Хуммули и Кооркюла — народные дома.
Гордостью города Тырва является бывшая православная апостольская церковь Рождества Христова, обладающая великолепной акустикой и красивым внешним видом. Она построена в 1903—1905 годах, с 1996 года принадлежит Хельмескому приходу Эстонской евангелическо-лютеранской церкви. С того же времени в церкви проводятся концерты известных эстонских музыкантов и мировых знаменитостей, всего около 80—115 различных мероприятий в год.
Спортивную деятельность в волости координирует Спортобщество Тырва, в которые входят футбольный и волейбольный клубы, клуб мотоспорта, клуб спортивного ориентирования и др. В городе Тырва, посёлке Хуммули и деревнях Ала и Пикасилла есть площадки для диск-гольфа.

### Транспорт и жилая среда
Протяжённость дорог в волости в 2018 году составляла 772 км, из которых в собственности волости находилось 182 км. Самая оживлённая дорога волости — проходящее в её центральной части шоссе Валга—Уулу, нагрузка других дорог небольшая. Через город Тырва проходят уездные автобусные линии Валгамаа и Вильяндимаа.
По данным переписи населения 2011 года в волости Тырва насчитывалось 1 805 жилых домов, из них 90,2 % — дома на одну семью, 7,0 % — многоквартирные дома и 2,8 % — прочие малые жилища, в том числе рядные и парные дома. В городе Тырва 95 % всего жилья — дома на одну семью.
Отопление многоквартирных домов и муниципальных производится с помощью локальных котельных. Центральное водоснабжение и канализация есть в Ала, Леэбику, Линна, Калме, Карьятнурме, Паткюла, Пийри, Пикасилла, Рийдая, Соэ, Таагепера, Хельме и Хуммули. В посёлке Хуммули сеть центрального водоснабжения и канализации была реконструирована в 2010—2012 годах за счёт средств Европейского фонда сплочения (Cohesion Fund).
По данным Департамента полиции за 2015 год, уровень преступности во всех муниципалитетах, образовавших новую волость, был ниже среднего по Эстонии. Для поддержания правопорядка в волости устанавливаются камеры видеонаблюдения.

## Экономика
Основная часть предприятий волости (95 %) — это микро-предприятия (численность работников менее 10).
Крупнейшие работодатели волости по состоянию на 31 марта 2020 года:

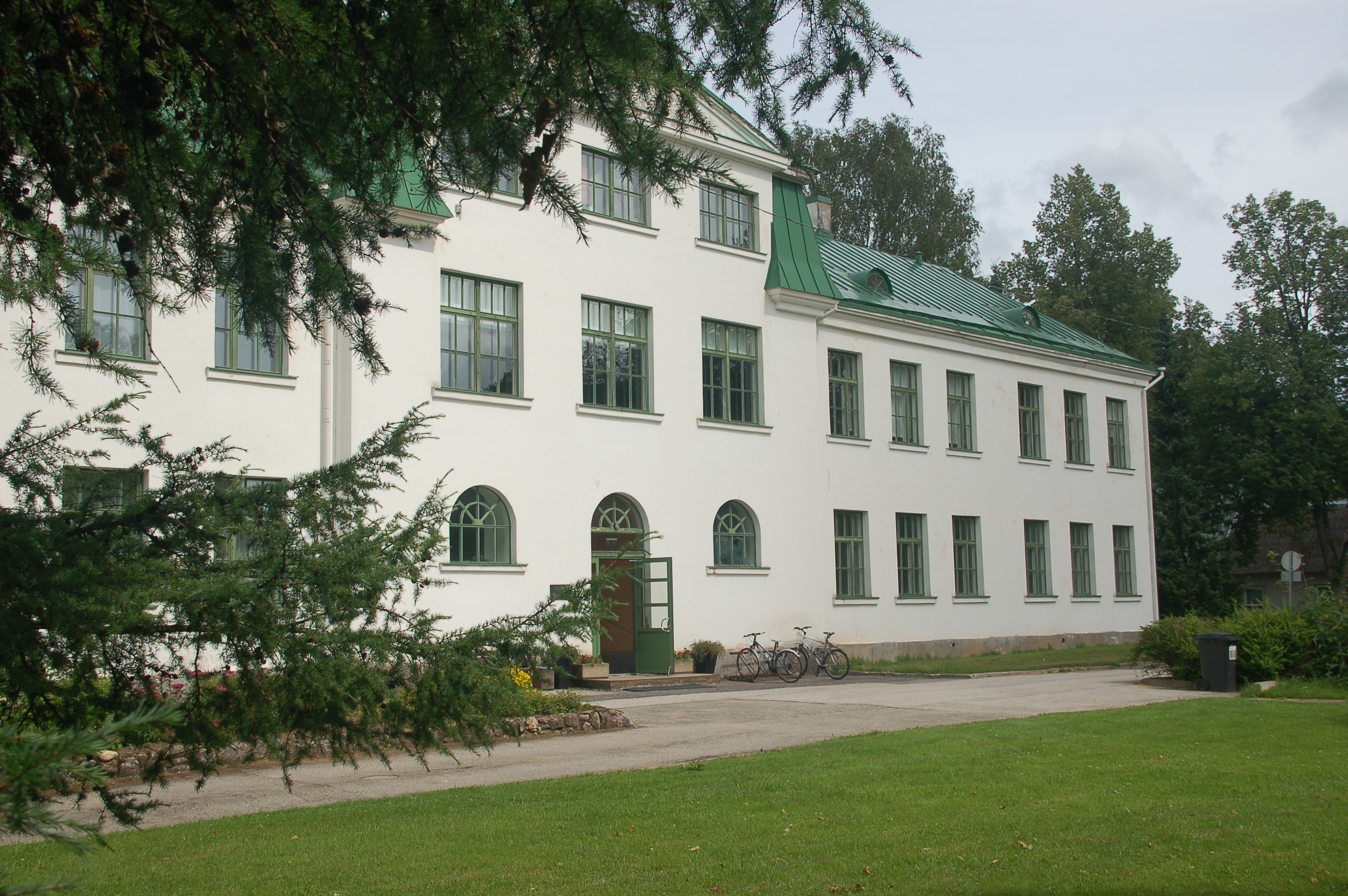
Тырваская городская библиотека

| Предприятие/организация | Вид деятельности                                                                                | Численность работников |
| ----------------------- | ----------------------------------------------------------------------------------------------- | ---------------------- |
| Combiwood OÜ            | Лесопильное производство                                                                        | 202                    |
| Tõrva Vallavalitsus     | Волостная управа; орган государственного управления                                             | 137                    |
| Tõrva Tarbijateühistu   | Розничная торговля в неспециализированных магазинах преимущественно продуктами питания          | 117                    |
| Skan Holz Helme AS      | Производство складных деревянных строений и их элементов                                        | 61                     |
| Tõrva Gümnaasium        | Гимназия                                                                                        | 59                     |
| Valmap Grupp AS         | Строительство дорог и шоссе; строительство водопроводной, газопроводной и канализационной трасс | 48                     |
| Tõrva Haigla            | Учреждение, обеспечивающее уход и оказание сестринской помощи                                   | 31                     |

## Достопримечательности
Памятники культуры:

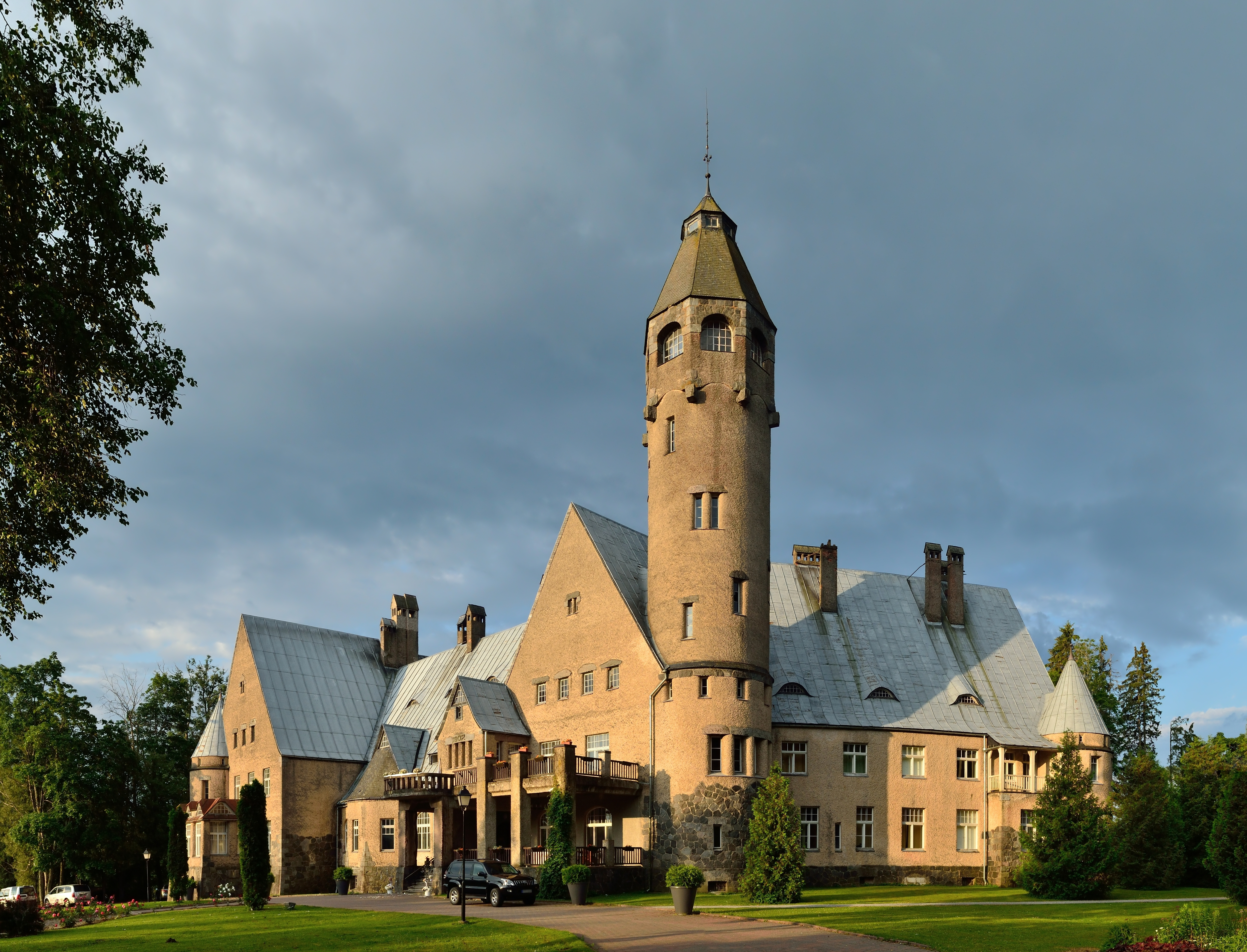
Замок Вагенкюль (Таагепера)

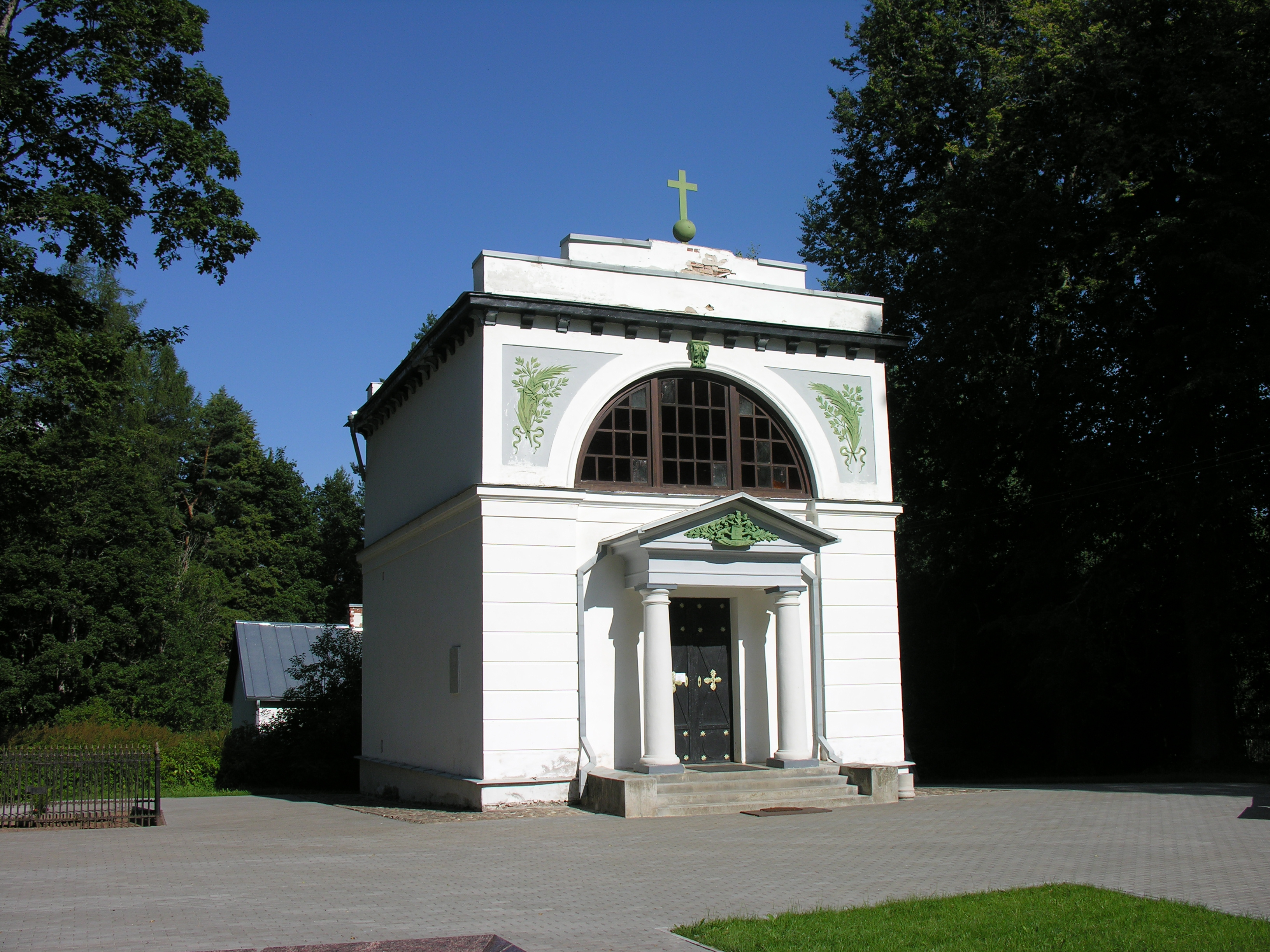
Мавзолей Барклая де Толли

- мыза Вагенкюль (Таагепера) (нем. Wagenküll); знаменита своим одним из самых представительных и больших особняков в югендстиле, построен в начале XX века, автор проекта — архитектор Отто Вильдау (Otto Wildau);
- мыза Хуммельсхоф (Хумули); впервые упомянута в 1470 году. В 1860-х годах, когда ею владела дворянская семья Самсон-Химмельштерн (Samson-Himmelstjern), было построено двухэтажное кирпичное главное здание мызы в стиле неоготики. После земельной реформы 1919 года в здании долгие годы работала школа. Вспомогательные хозяйственные постройки мызы практически не сохранились;
- мыза Морзель Подригель (Рийдая); самые ранние сведения о мызе относятся к 1562 году. С XVI века и до земельной реформы 1919 года мыза принадлежала дворянскому семейству Штриков. В 1762 году было построено нынешнее главное здание мызы — длинное простое деревянное строение в стиле барокко. После национализации в нём работала школа, затем — центральная усадьба колхоза. Сейчас в одном из крыльев дома работает библиотека. В 2008 году в здании была также открыта музейная комната, знакомящая с историей региона, его духовным наследием, старыми фотографиями;
- церковь Таагепера; небольшая церковь с простой архитектурой, в зале 200 сидячих мест. Строительство было начато мызником и ландратом Отто фон Штакельбергом (Otto von Stackelberg) в 1674 году. Изначально была часовней (вспомогательной церковью) церкви Хелме, самостоятельный приход действует с 1929 года;
- мавзолей Барклая де Толли в деревне Йыгевесте; заложен в 1818 году для захоронения умершего в Восточной Пруссии (в настоящее время это территория Калининградской области) русского полководца князя Михаила Богдановича Барклая де Толли. Сердце полководца захоронено в Калининградской области. Его забальзамированное тело покоится в семейной усыпальнице. Строительство мавзолея завершено в 1823 году, архитектор — петербургский академик Аполлон Федосеевич Щедрин, автор надгробного памятника — знаменитый русский скульптор Василий Иванович Демут-Малиновский. Окрестности мавзолея превращены в парк.

## Галерея

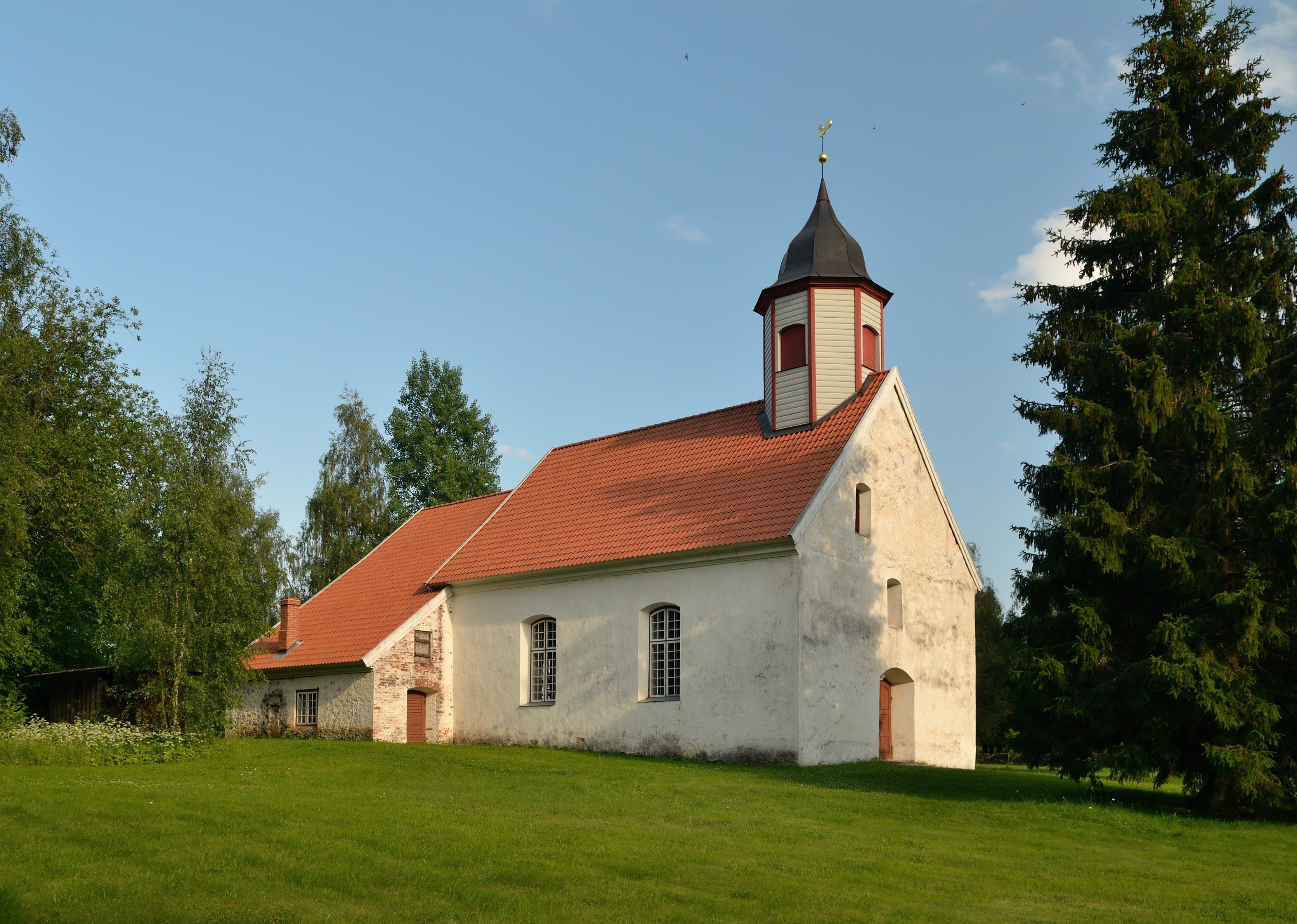
Лютеранская церковь Таагепера
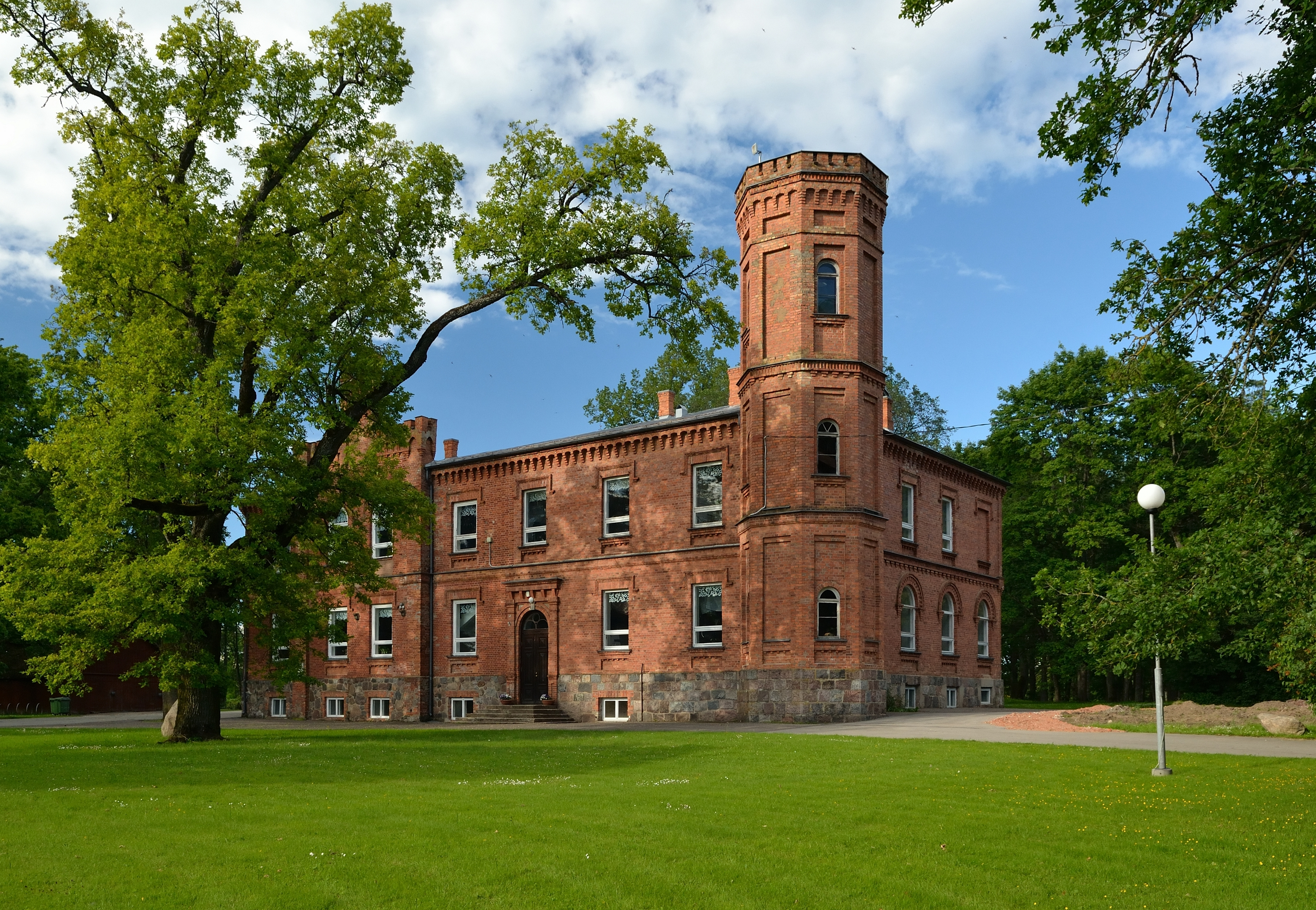
Главное здание мызы Хуммельсхоф (Хумули)
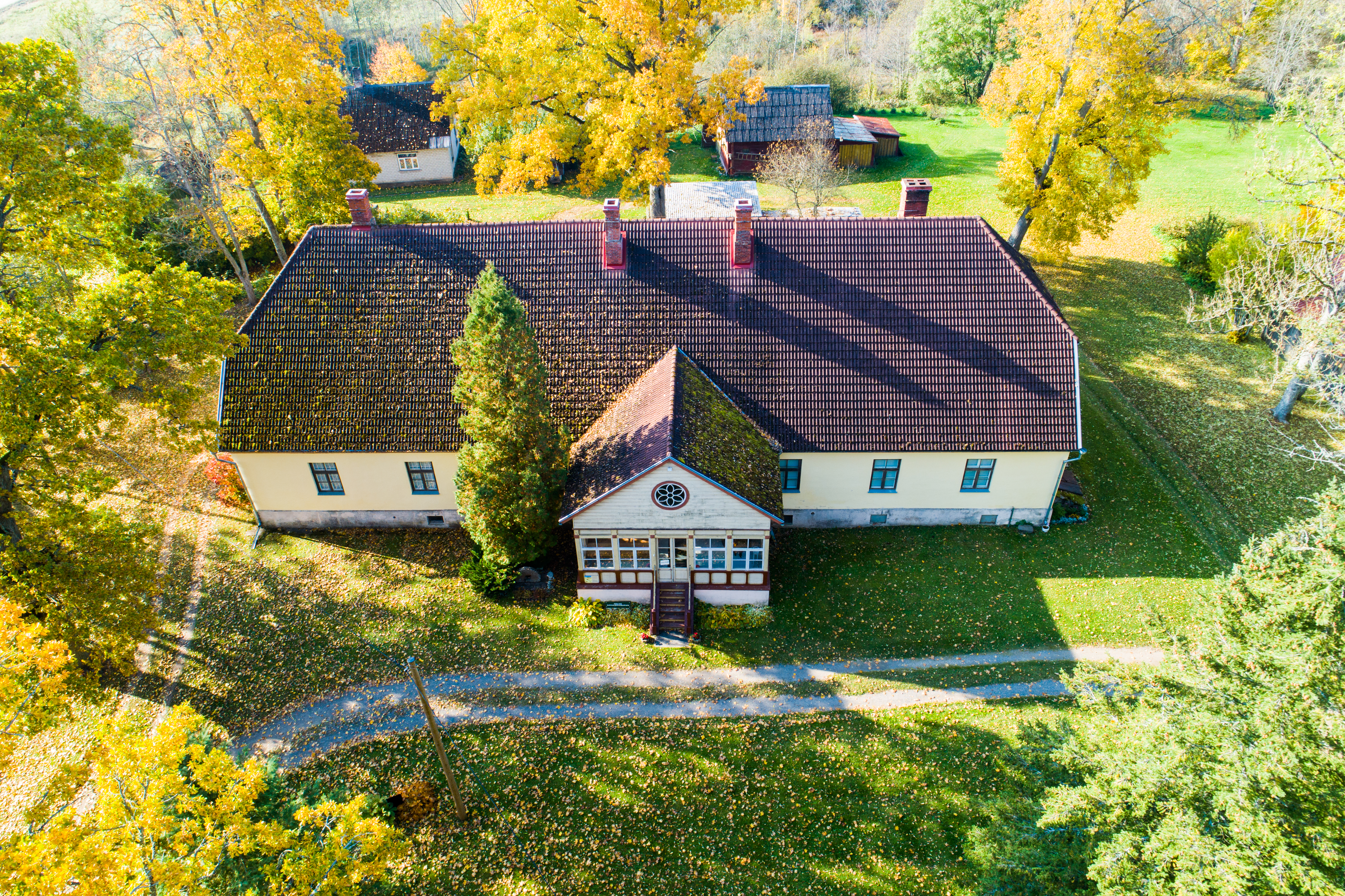
Тырваский краеведческий музей
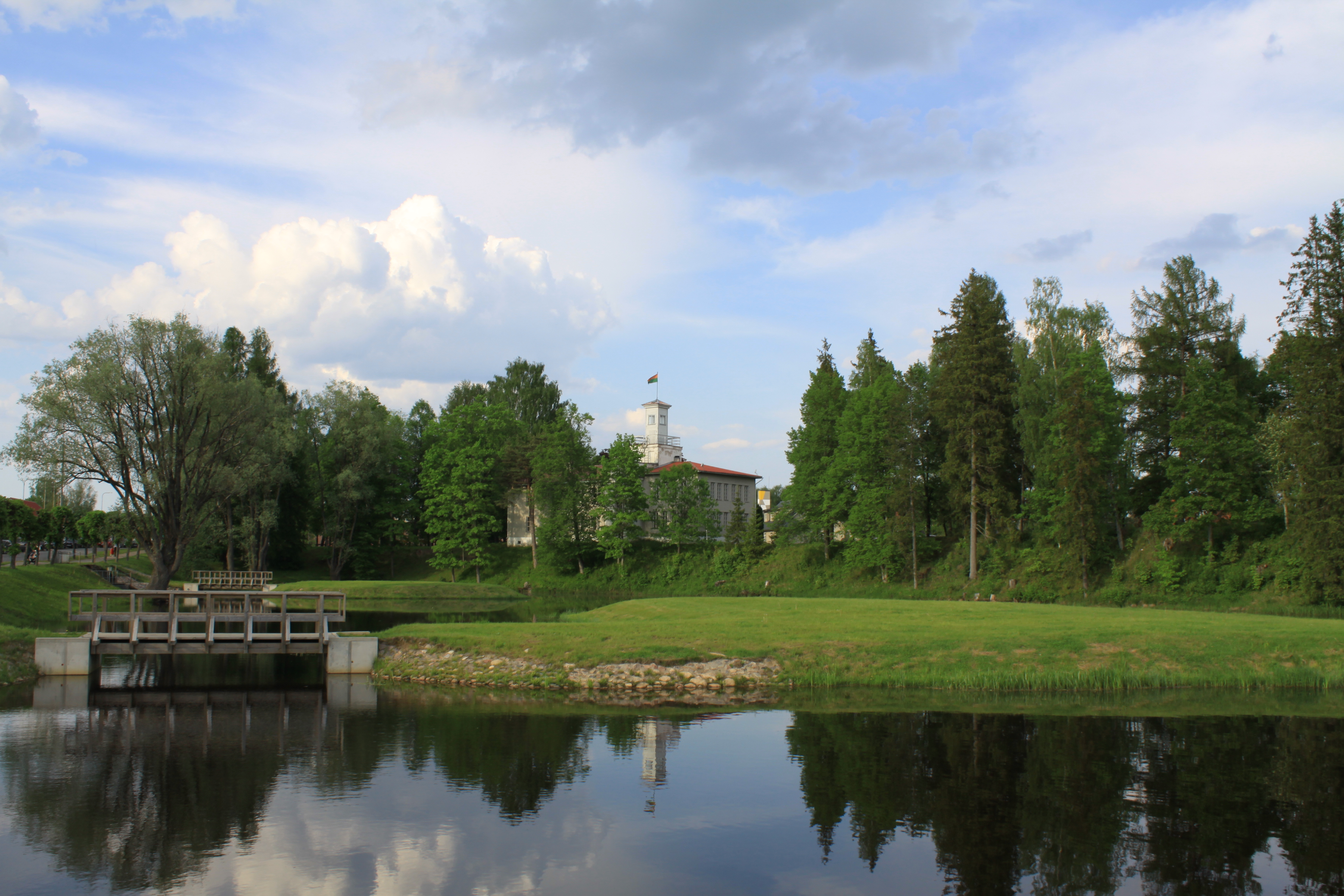
Природоохранная территория Ыхнейыэ
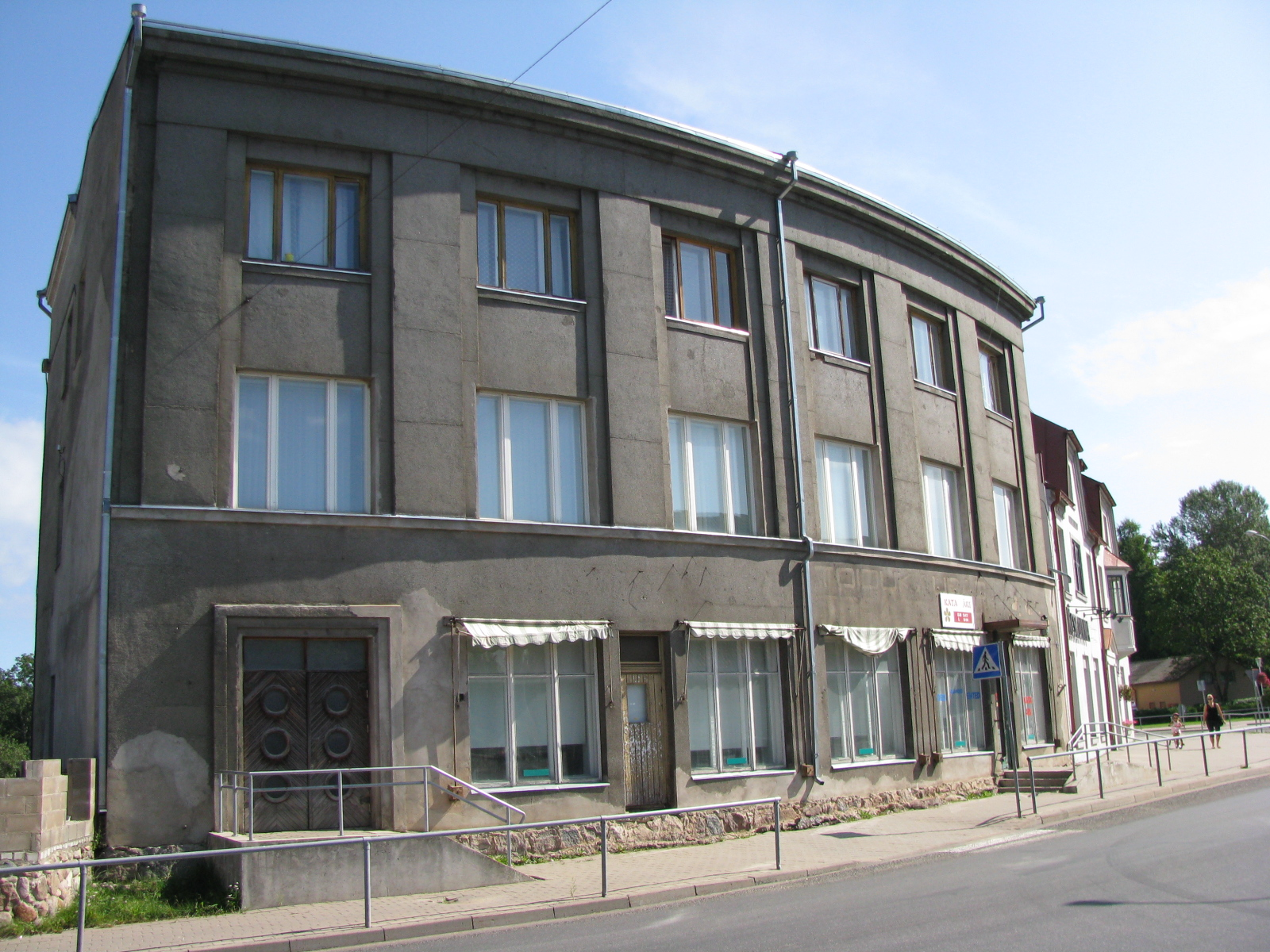
Жилой дом-магазин на улице Валга, город Тырва
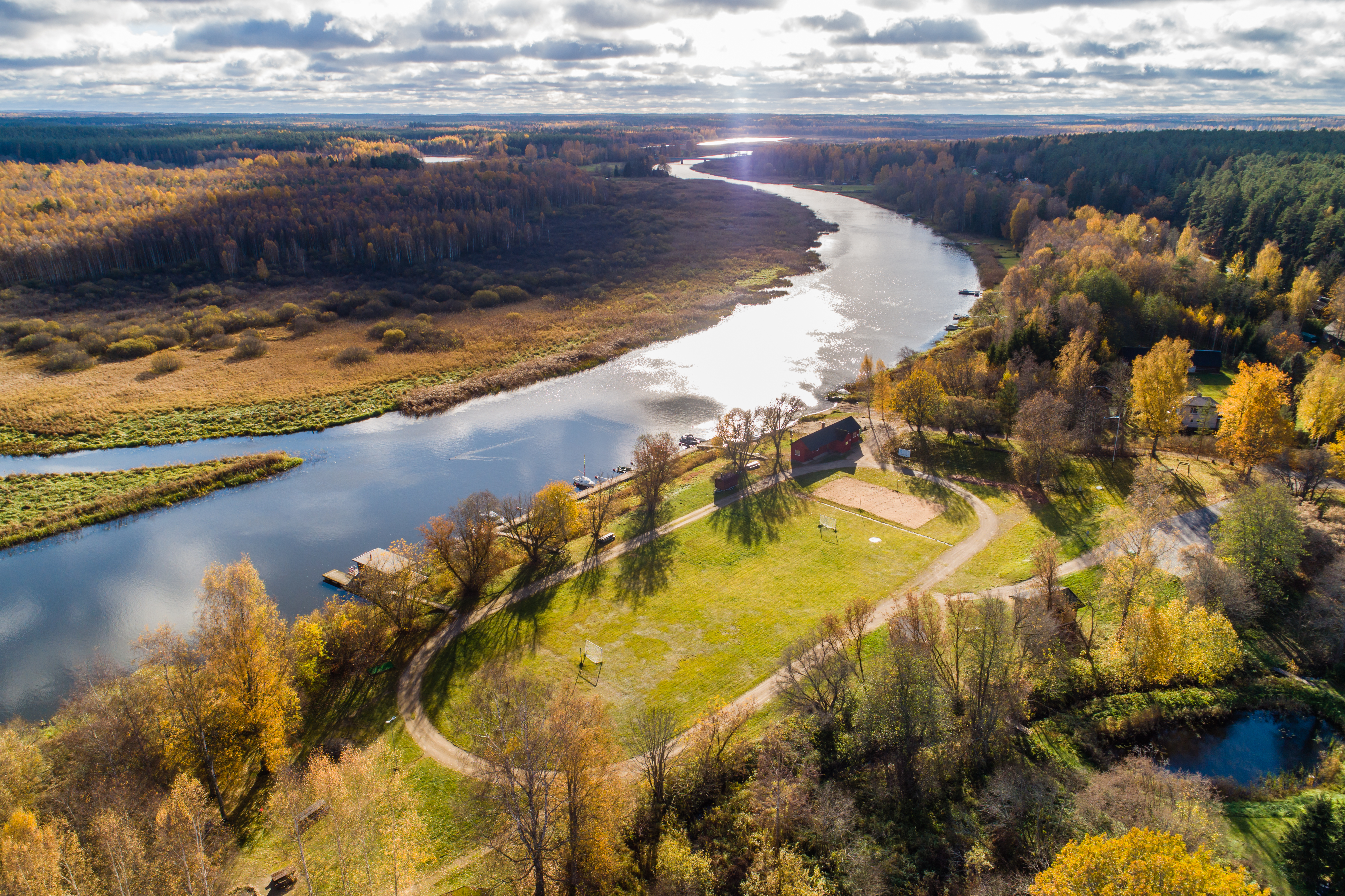
Стадион в деревне Пикасилла
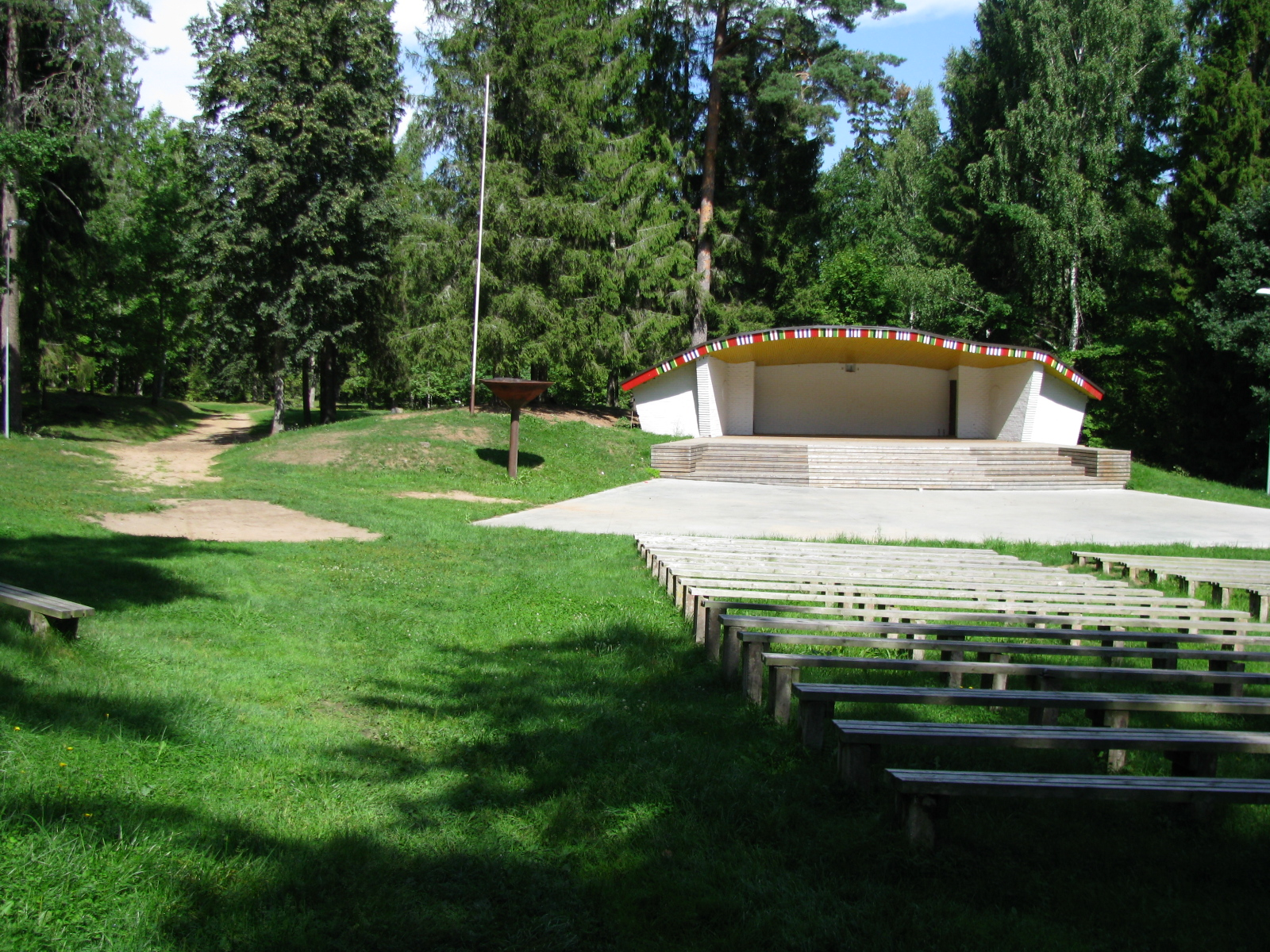
Певческая сцена и танцевальная площадка на городище Тырва
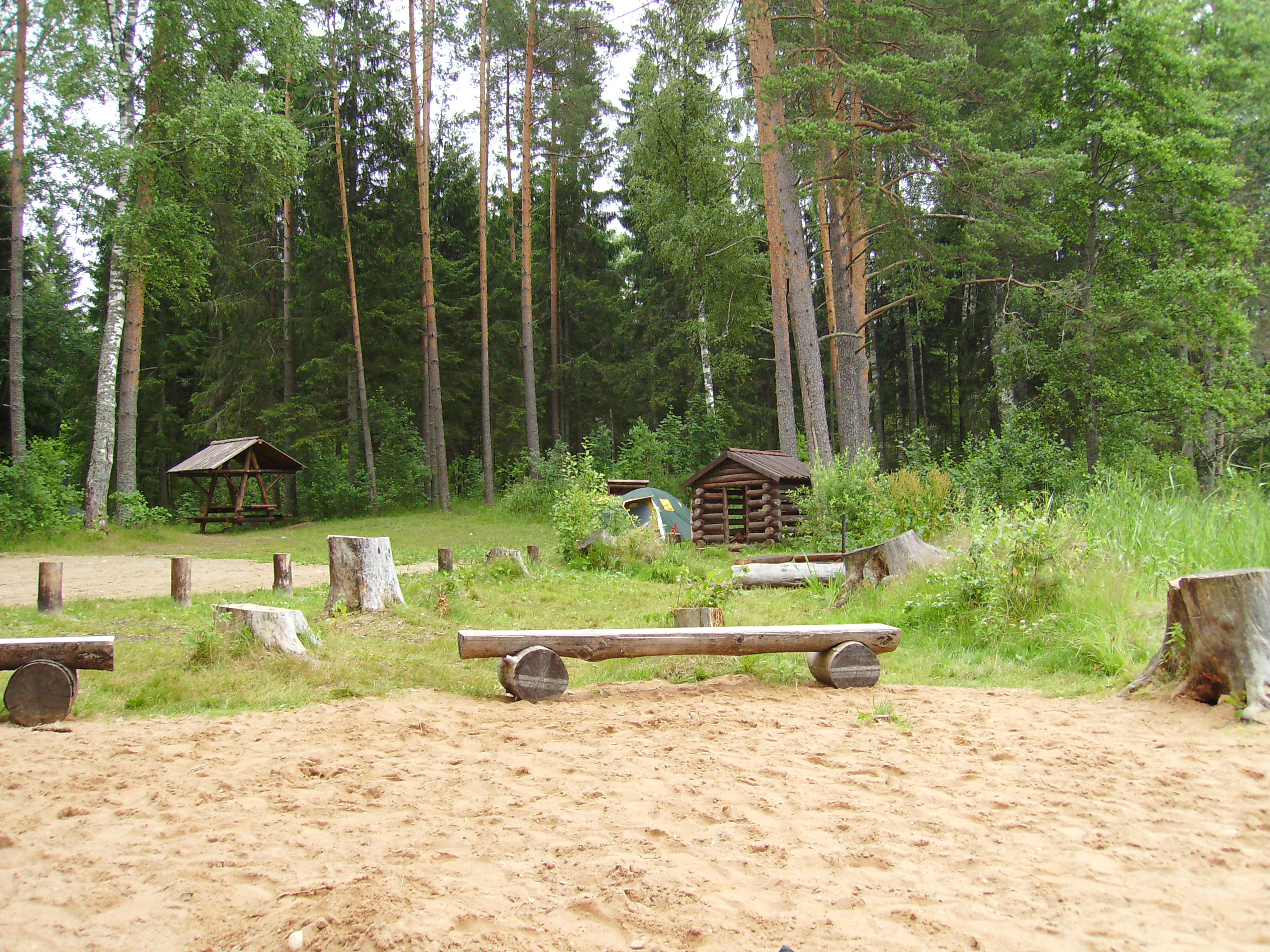
Место для отдыха у озера Валгъярв
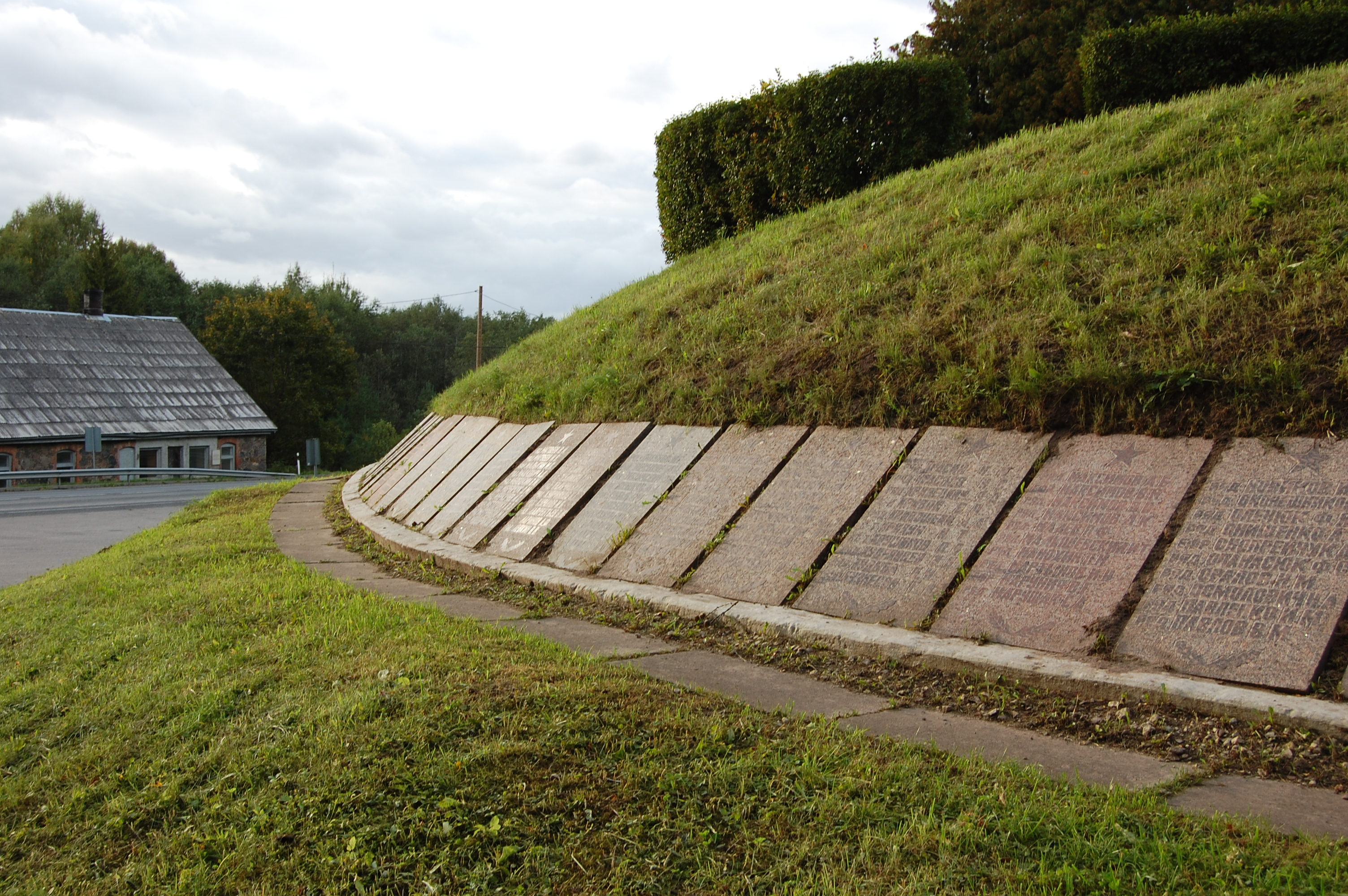
Братская могила советских воинов, павших во II мировой войне (2011 год)
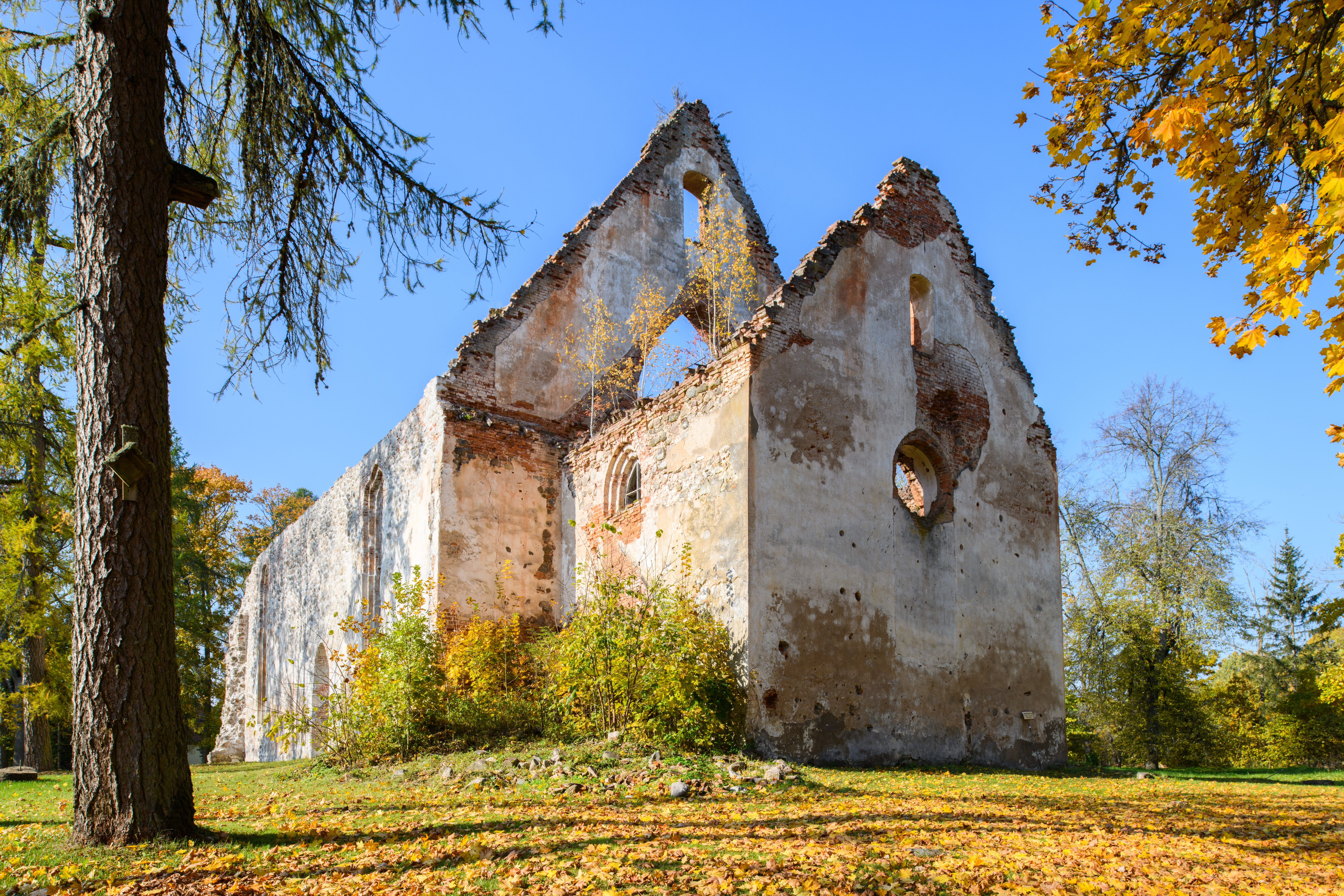
Руины монастыря Кирикукюла

## Комментарии
1. ↑  Эстонские топонимы, оканчивающиеся на -а, в русском языке не склоняются[10], а род получают по родовому слову, например, деревне присваивается женский род, хотя в эстонском языке нет категории рода.